# Ursus le rebelle
Pour les articles homonymes, voir Ursus (homonymie).
Pour plus de détails, voir Fiche technique et Distribution.
Ursus le rebelle (Ursus gladiatore ribelle) est un film italien réalisé par Domenico Paolella, sorti en 1962.

## Fiche technique
- Titre original : Ursus gladiatore ribelle
- Titre français : Ursus le rebelle
- Réalisation : Domenico Paolella
- Scénario : Domenico Paolella, Sergio Sollima et Alessandro Ferraù
- Adaptation française : Jacques Michau
- Dialogues : Lucette Gaudiot
- Photographie : Carlo Bellero
- Musique : Carlo Savina
- Pays d'origine : Italie
- Format : Couleurs - 2,35:1 - Mono
- Genre : péplum
- Date de sortie : 1962

## Distribution
- Dan Vadis (VF : Marcel Bozzuffi) : Ursus
- Gloria Milland (VF : Joëlle Janin) : Marzia
- José Greci (VF : Michèle Bardollet) : Arminia
- Alan Steel (VF : Marc Cassot) : Marcus Domitien
- Andrea Aureli : l'instructeur des gladiateurs
- Carlo Delmi : Septime Letus
- Tullio Altamura (en) : Antoninus
- Nando Tamberlani (VF : Fernand Fabre) : Marc Aurele
- Gianni Santuccio (VF : Claude Bertrand) : Sénateur Emilius Letus
- Umberto Silvestri : Un chef barbare
- Pietro Ceccarelli (it) (VF : Henry Djanik) : Un centurion
- Consalvo Dell'Arti : Le sénateur Lucio
- Mario Novelli : Gladiateur
- Bruno Arie : Gladiateur
- Artemio Antonini : Gladiateur
- Roberto Messina : Gladiateur
- Emilio Messina : Gladiateur
- Nello Pazzafini : Gladiateur